# RMS Nova Scotia
La RMS Nova Scotia fu una nave trasporto truppe britannica, affondata il 28 novembre 1942 ad opera del sommergibile tedesco U-177.

## Storia
L'unità, di 6.796 tonnellate di stazza lorda, adibita come unità trasporto passeggeri e carico per la compagnia di navigazione Johnston Warren Lines Ltd, venne varata nel 1926 presso i cantieri Vickers di Barrow-in-Furness.
Nel 1941 venne requisita dal Ministero dei Trasporti di Guerra (MoWT) e convertita al ruolo di trasporto truppe. Il 16 novembre 1942 la nave salpò da Massaua con circa 1.200 persone tra equipaggio, guardie e prigionieri di guerra (di cui 769 italiani reduci della campagna dell'Africa Orientale Italiana).
Alle 7:07 del 28 novembre 1942, mentre era in navigazione a circa 244 km da Durban, la nave fu silurata dal sottomarino tedesco U-Boot 177 ed affondò in pochi minuti.
La stragrande maggioranza dei prigionieri di guerra non fece in tempo a salvarsi nelle lance di salvataggio; il sommergibile tedesco emerse per soccorrere i naufraghi, ma a causa dello spazio limitato ne poté soccorrere solo due, mentre il resto continuò a rimanere aggrappato ad ogni oggetto galleggiante in balia delle correnti e degli squali. Nel frattempo l'U 177 emise un SOS diretto a tutte le marine neutrali.
Dopo due giorni dall'affondamento (precisamente alle 5:45 del 30 novembre 1942), la fregata portoghese Alfonso de Albuquerque soccorse i 181 sopravvissuti (117 italiani e 64 tra inglesi e sudafricani). Fra le vittime vi furono 651 prigionieri italiani, tra cui Giovanni Ellero, etnologo italiano, impegnato nel Corno d'Africa. Si stima che almeno un quarto dei deceduti fu sbranato dagli squali.
La fregata portoghese portò i naufraghi a Maputo; gli italiani furono curati nei locali ospedali, gli inglesi e i sudafricani vennero trasferiti in Sudafrica. Alcuni dei naufraghi italiani rientrarono in Italia (aiutati dal locale consolato italiano), altri continuarono a vivere in Mozambico. Alcuni dei corpi dei sopravvissuti furono ritrovati alcuni giorni dopo il salvataggio dei superstiti e furono sepolti in fosse comuni per prigionieri di guerra a Durban. I resti sono stati spostati nel 2008 nel cimitero della chiesa di Nostra Signora della Misericordia, nella frazione di Epworth della città di Pietermaritzburg.
In ricordo di questa tragedia, nel 1982 i superstiti che continuarono a vivere in Mozambico eressero a Durban una stele commemorativa.

### Le vittime italiane
1. Abate Nicola - Cassino (Frosinone)
2. Abbamonte Vito - Taranto
3. Acerboni Angelo - Roncate (Treviso)
4. Adilardi Francesco - Messina
5. Adorati (o Adorate) Giuseppe
6. Afrodisio Antonio, marittimo - Trieste
7. Agapito Telesforo, marittimo – Lavagna (Genova)
8. Aiello Ferdinando – La Spezia
9. Albano Francesco, marittimo - Napoli
10. Alfini Giulio – Bolognano (Pescara)
11. Alioto (o Aliotta) Nicolò, marittimo, già imbarcato sulla “Mazzini”
12. Alterio Catello – Castellamare di Stabia (Napoli)
13. Amato Francesco – Regalbuto (Enna)
14. Amato Alfonso – Montoro Inferiore (Avellino)
15. Amato Carmine, marittimo, fuochista – San Cippiano Picentino (Salerno)
16. Ambrosiano Francesco (Vincenzo) - Napoli
17. Amerio Francesco - Aosta
18. Anaclerio (o Annaclerio) Nicola, marittimo - Genova
19. Annoni Edoardo - Vicenza
20. Antissa Giuseppe, marittimo - Trieste
21. Antolini Mario - Trento
22. Antonicelli Giuseppe - Bari
23. Apollonio Gino - Roma
24. Arati Emanuele - Piacenza
25. Arcidiacono Giuseppe – Piedimonte
26. Arcoleo Gaetano, marittimo – Avenella (Palermo)
27. Arena Umberto - Napoli
28. Arena Pasquale, marò servizi vari Regia Marina – Marina di Gioiosa Ionica (Reggio Calabria)
29. Aurilia Raffaele, marittimo – Carloforte (Cagliari)
30. Aversano Alfonso - Napoli
31. Bafile Guido – L’Aquila
32. Baldassi Carlo (Guido) - Udine
33. Balocco Antonio - Pola
34. Balzano Gaetano, marittimo – San Giorgio (Salerno)
35. Banchi Leo – Dicomano (Firenze)
36. Bandiziol Marcello – Sermoneta (Latina)
37. Barazzutti Avellino – Folgaria del Friuli (Udine)
38. Barbaro (o Barbato) Mario – Montalbano d’Elicona (Messina)
39. Barbata Antonio (Antonino) – Palazzo Adriano (Palermo)
40. Barbieri Mario – Fraz. Casoni, Mortara Santalbino (Pavia)
41. Bardella Giovanni – Bondeno (Ferrara)
42. Barisi Giuseppe, marò servizi vari Regia Marina - Trieste
43. Barletta Antonio - Brindisi
44. Baro Luciano - Aosta
45. Barone Giovanni – Marittimo – Palmi, Reggio Calabria
46. Bartolesi Giuseppe – La Spezia
47. Bartolomeo Antonio (Antonino) – Partanna Mondello, Palermo
48. Barzano Giovanni
49. Basciano Mario (Giovanni) - Trapani
50. Battara (Battera) Aurelio - Ferrara
51. Battinelli Francesco, marittimo, già imbarcato sulla “Mazzini” - Genova
52. Battistini Sante - Ravenna
53. Baudino Rocco, soldato Centro Automobilistico – Boves (Cuneo)
54. Belfiore Giuseppe – Monteforte Irpino (Avellino)
55. Bellantuono Giovanni – Monopoli (Bari)
56. Bellin Sereno, Com. 1ª classe, fuochista, già imbarcato sul C.T. “Battisti” - Grumolo delle Abbadesse (VI)
57. Belocchi (o Bellocchi) Ilario - Palermo
58. Belmartino Ferruccio - Genova
59. Benini Antonio – San Pietro in Casale (Bologna)
60. Berlot Francesco - Gorizia
61. Bernardini Ruggero, marittimo – La Spezia
62. Berta Agostino, marittimo, già imbarcato sulla “Colombo” - Genova
63. Bertuzzini Luigi - Palermo
64. Berzero Andrea – Casale Monferrato (Alessandria)
65. Bettinzoli Agostino - Lodrino (Brescia)
66. Bevacqua Salvatore – Villa San Giovanni (Reggio Calabria)
67. Bidone Emilio – Cervesina (Pavia)
68. Bignami Delmo - Cremona
69. Birocchi Libero – Casalbuttano (Cremona)
70. Bisbiglio Antonio, marittimo – Torre Del Greco (Napoli)
71. Biscaro Guido – Pederobba (Treviso)
72. Bison Emilio – Vittoria Sicilia, Modica (Siracusa)
73. Blasco Andrea – Barrafranca (Enna)
74. Bocchi Francesco – Mezzano Superiore (Parma)
75. Bonfigli Rizieri – Fivizzana Apuana (Massa Carrara)
76. Bonfiglio Luigi – Capaci (Palermo)
77. Bordoni Marcantonio (Marcoantonio) – Capodacqua di Foligno (Perugia)
78. Borgato Primo – Frazione Borsea, Rovigo
79. Borghesi Oreste – Bagnacavallo (Ravenna)
80. Borin Romeo – Fontanella (Treviso)
81. Borriello (o Boriello) Gennark, marittimo – Torre del Greco (Napoli)
82. Bortolotti Dino - Bologna
83. Bosco Bernardino – Ajello Calabro (Cosenza)
84. Branca Vinicio – Specchia (Lecce)
85. Brancaccio Luigi, marittimo – Torre del Greco (Napoli)
86. Brianda (o Brinda) Salvatore – Tempio Pausania (Sassari)
87. Broccolo Antonio
88. Broggio Eugenio
89. Brun Vittorio
90. Bruno Antonio
91. Bucci Ugo
92. Buffo Giacomo, civile, Brendola (VI)
93. Buono Andrea
94. Buonvedere (o Buonvivere) Pasquale
95. Buresta Augusto
96. Butturini Luigi
97. Caffarena Agostino, marittimo, già imbarcato sulla ” Colombo”
98. Calabrese Salvatore
99. Calandro Giacomo
100. Caldaruolo (o Caldarulo) Michele, militarizzato
101. Caldiron Luigi Gino, direttore di un’agenzia commerciale di Asmara
102. Calogero Francesco
103. Cammilli (o Camilli) Luigi
104. Campagnolo (o Campanolo) Giuseppe, marittimo
105. Canale Attilio
106. Candelora Renato, sottocapo vannoniere Regia Marina - Massaua
107. Canetta Marco
108. Caneva Nicolò
109. Canini (o Canino) Antonio
110. Cantoni Emilio
111. Capecchi Luigi
112. Capobianco Giuseppe
113. Capodieci Cosimo
114. Cappuccio Giuseppe
115. Caputi Maurizio
116. Carbone Luigi
117. Carbone Michele
118. Caridi fott. prof. Antonio, direttore della maternità all’ospedale di Massaua
119. Carnevali Angelo
120. Carniglia Vincenzo, operaio militarizzato
121. Carnovale Giovanni
122. Caruso Alfredo
123. Casadei Mario
124. Casagni Nello
125. Casanova Marcello
126. Casarano Emerico - Tricase (Lecce)
127. Cascavilla Antonio
128. Casella Gaetano, marittimo
129. Casella Natale, infermiere Marinferm - Massaua
130. Casertano Francesco
131. Castorina Brancaccio
132. Cavalli Ascanio
133. Cavani Giacomo
134. Cecchi Fernando
135. Cefalù Gaetano, marittimo
136. Celegato Umberto
137. Cerato Eliseo
138. Cerrato (o Cerato) Alessandro
139. Ceravolo Antonio – Anoia (Reggio Calabria)
140. Cerrulli (o Cerulli) Mattia – Monteforte Cilento (Salerno)
141. Cherubino Gaetano, marittimo – Torre del Greco (Napoli)
142. Chiango Mario – Ortonovo (Foggia)
143. Chimmiri Antonio - Siracusa
144. Chiri Giuseppe – Muro Leccese (Lecce)
145. Cicero Leopoldo – Casavola Martina Franca (Taranto)
146. Cicirello Pantaleone, marittimo, già imbarcato sulla “Mazzini” - Genova
147. Cignoli Luigi – Voghera (Pavia)
148. Cimino Luigi – Anzano Irpinia (Avellino)
149. Cimma Ugo - Piossasco (Torino)
150. Cimino (o Cimmino) Ciro, marittimo – Torre Del Greco (Napoli)
151. Circello (o Cicelo, o Cicirello) Mattia – Rocchetta Sant’Antonio ,(Foggia)
152. Ciricugno Leonzio – Leveragno (Lecce)
153. Cirone Giovanni, marittimo - Messina
154. Ciuffardi Giovanni, marittimo – Marina di Carrara (Masda Carrara)
155. Cocchi Giuseppe, marittimo - Trieste
156. Colangelo Eugenio, marittimo, già imbarcato sulla “Colombo” - Genova
157. Collatino Aristide, marittimo, già imbarcato sulla “Colombo” - Genova
158. Colucci Gaetano, marittimo – Monopoli (Bari)
159. Colusso Eriserio (Erisero) - San Michele al Tagliamento (Venezia)
160. Conati Alberto – Cadidavid (Verona)
161. Concetti Giacomo, marò Regia Marina Massaua – Tortoreto (Teramo)
162. Condello Pasquale - Filogaso (Catanzaro)
163. Condorelli Salvatore - Catania
164. Conti Alfredo - Livorno
165. Coppi Ubaldo – Finale Emilia (Modena)
166. Coppola Angelo Michele - San Nicola Baronia (Avellino)
167. Corea Salvatore – Albi (Catanzaro)
168. Correggioli (o Corregioli) Ferdinando – Baura (Ferrara)
169. Corsini Ubaldo - Bologna
170. Corti Paolo - Genova
171. Cosoleto Domenico – Fiumara Calabra (Reggio Calabria)
172. Costantini Piero (Pietro) - Venezia
173. Cotogno Giuseppe, marittimo, sottocapo militarizzato - Genova
174. Cottini Cesare – Lille (Francia)
175. Covelli Carlo, Colledara (Teramo)
176. Cozzolino Giambattista, marittimo – Torre Del Greco (Napoli)
177. Crea Francesco – S. Eufemia d'Aspromonte (Reggio Calabria)
178. Crea Raffaele – S. Eufemia d'Aspromonte (Reggio Calabria)
179. Crestani Egidio Pietro – Bassano del Grappa (Vicenza)
180. Crispino Emilio - Cervicati (Cosenza)
181. Crestaldi (o Cristaldi) Salvatore – Mascali (Catania)
182. Crocco Santo, marittimo - Genova
183. Crupi Silvio, marittimo – Siderno (Reggio Calabria)
184. Cuchel Pietro - Palermo
185. Curcio Michele – Orsara (Foggia)
186. Curzio Francesco – S. Arsenio (Salerno)
187. D’Amico Salvatore (Salomone) – Cheren (Eritrea)
188. D’Andrea Luigi - Roma
189. D’Angelo Silvio - Roma
190. D’Aponte Armando – Ponticelli (Napoli)
191. D’Apruzzo Domenico – Lupara (Campobasso)
192. D’Este Umberto, marittimo, già imbarcato sulla “Vesuvio” - Trieste
193. D’Onofrio Tommaso – Villamagna (Chieti)
194. Dania Salvatore - Torino
195. De Bernardo Filippo – Mira (Venezia)
196. De Domenico Giovanni - Messina
197. De Giudice Alfredo – Arta del Friuli (Udine)
198. De Leo Francesco – Campolongo al Torre (Udine)
199. De Muro Giovanni – Jerzu (Nuoro)
200. De Nardo Nicola
201. De Palma Giovanni – Molfetta, (Bari)
202. De Pasquale Antonio - Messina
203. De Simone Giuseppe – Gibellina, (Trapani)
204. De Sogus Vittorio - Cagliari
205. De Vivo Romolo - Napoli
206. Degli Esposti (o Espositi) Giuseppe – Monzuno (Bologna)
207. Delfino Giuseppe – Reggio Calabria
208. Del Buono Giovanni – Manfredonia (Foggia)
209. Del Mistro Mario – Maniago (Udine)
210. Della Torca Antonio– San Felice al Cancello (Caserta)
211. De Vescovi Paolo – Laurana (Fiume)
212. Di Bisceglie Michele - Bari
213. Di Blasio Donato – Sala di Caserta (Napoli)
214. Di Fabio Luca – Monteferrante (Chieti)
215. Di Gianvito Pasquale – Castellalto (Teramo)
216. Di Giosafatte Giovanni - Campobasso
217. Di Guglielmo Luigi – Andretta (Avellino)
218. Di Lauro (o Di Laura) Luca – Torre del Greco (Napoli)
219. Di Marco Giuseppe – Fano Adriani (Teramo)
220. Di Mella Antonio - Napoli
221. Di Michele Gustavo – Giulianova (Teramo)
222. Di Paolo Ciro - Napoli
223. Di Pietro Tommaso - Messina
224. Di Silvestro Giuseppe – Ascoli Piceno
225. Di Stasi Francesco – Melfi (Potenza)
226. Donadio Silvestro, Prata Principato Ultra (Avellino)
227. Donetti Emilio ^– Cornigliano, (Genova)
228. Dorigo Luigi marittimo - Venezia
229. Dragone Espedito - Teramo
230. Duria Giovanni – Codroipo (Udine)
231. Durso Domenico, marittimo – Torre Del Greco (Napoli)
232. Ellero Giovan Battista, alto funzionario della Pubblica amministrazione in Eritrea – Addì Caièh (Eritrea)
233. Esentato Giuseppe – Boscoreale (Napoli)
234. Evoli Raffaele – Melito di Porto Salvo (Reggio Calabria)
235. Fabian Camillo – S. Bonifacio (Verona)
236. Fabretti Eolo – Argenta (Ferrara)
237. Fagioli Antonio – Santa Giustina in Colle, (Padova)
238. Fagioli Renato - Ancona
239. Faiola Arcangelo – Sperlonga (Latina)
240. Farinella Biagio – Petralia Sottana (Palermo)
241. Fasciolo Antonio – Novi Ligure (Alessandria)
242. Favero Giovanni (Nome reale: Giannino Van Axel Castelli Adolfo), tenente)
243. Fedeli Oscar – S.Quirico Vernio (Firenze)
244. Federici Federico – Madonna dell’Olmo (Cuneo)
245. Ferabosco (o Ferrabosco, o Forabosco) Franco – Moggio (Udine)
246. Ferrara Angelo - Brescia
247. Ferrari Pierino - Milano
248. Ferri Luigi – Carovilli (Campobasso)
249. Fico Francesco – Reggio Calabria
250. Filippelli Giuseppe – Palazzo Pignano (Cosenza)
251. Fiore Pasquale - Benevento
252. Fiore Pasquale – Grotteria (Reggio Calabri
253. Fiore Vittorio, ufficiale medico - Napoli
254. Fioretto Mario – Pomponesco (Mantova)
255. Fiorido Alberto – Bussolengo (Verona)
256. Fiorina Egidio – Gandellino Cromo (Bergamo)
257. Fiorini Giovanni Silvio, soldato autista – Grottasecca (Cuneo)
258. Fondacaro Giuseppe - Catania
259. Forestiere Stellario – Pachino (Siracusa)
260. Forleo Bonaventura – Francavilla Fontana (Brindisi)
261. Forzoni Alfredo – Cividale (Udine)
262. Fossi Adolf – Monteluco Fiorentino (Firenze)
263. Fracasso Alcide – Alonte (VI)
264. Franceschelli Carlo – Castiglione Messer Marino (Chieti)
265. Franchi Mario – Ponte Pattoli (Perugia)
266. Franciamare (o Frangiamore, o Franciamore) Salvatore – Casteltermini (Agrigento)
267. Frascini (Fraschini) Cesare – Iesi (Ancona)
268. Franzetto (o Frazzette, o Frazzetta) Nicolò (Nicola) – Caltagirone (Catania)
269. Freda Fernando (Ferdinando) - Bologna
270. Fulfaro Enrico - Catanzaro
271. Fumagalli Vincenzo - Genova
272. Fumino Leonardo – Martina Franca (Taranto)
273. Furini Dialma - Torino
274. Fusaro (o Fisano) Alfredo – Arcata (Torino)
275. Fusco Abelardo – Portocannone (Campobasso)
276. Gabriele Marco, sottocapo furiere
277. Gabrielli Vincenzo – Rocca di Mezzo -- L’Aquila
278. Gaggioli Luigi Renzo – Borgo Abugiano (Pistoia)
279. Galasso Antonio – Baragliano (Potenza)
280. Galati Francesco - Napoli
281. Galeano (o Galfeano) Pasqualino - Genova
282. Galiati (o Gagliati) Natale – La Spezia
283. Galli Francesco – Marrano Marchesi (Cosenza)
284. Gallinari Gaetano – Castellamare di Stabia (Napoli)
285. Ganavano (o Ganabano) Giuseppe - Roma
286. Gardin (o Gardini) Alfredo - Treviso
287. Gargiullo (o Gargiulo) Giuseppe, marittimo, fuochista, ex “Nazario Sauro” – Torre fel Greco - Napoli
288. Gasparri (o Gaspari) Giuseppe – Nervi (Genova)
289. Genoveso (o Genovese) Alfonso – Torre del Greco (Napoli)
290. Gerbino Salvatore – Alassio (Savona)
291. Ghilardi Giuseppe – S. Stefano Lodigo (Milano)
292. Ghittoni Adelmo - Modena
293. Giacinto Arturo – Agnana (Reggio Calabria)
294. Giambertone (o Giambertoni) Franco - Palermo
295. Giannotti Leonardo - S. Mauro Forte (Matera)
296. Gibertoni (o Gilbertoni) Radames – Novi di Modena
297. Gibin Aquilino, capo meccanico – Casale sul Sile (Treviso)
298. Giovanetti Vittori, soldato, CXII Battaglione Coloniale - Genova
299. Giraldi Giovanni– San Daniele del Carso (Gorizia)
300. Giudici Ivanoe (Avanci), capo degnalatore - Cremona
301. Giudici Livio Alberto – Besnate (Varese)
302. Giurni Donato – Tito (Potenza)
303. Grandi Alessandro - Milano
304. Graziano Ferdinando – Arzano (Napoli)
305. Griesi Giuseppe - Matera
306. Griffi (o Gruffi) Biagio – Andra (Bari)
307. Guadalupi Nicola, marittimo - Trieste
308. Guarrieri (o Guerrieri, o Guerieri) Gaetano – Guagnano (Lecce)
309. Guidi Giulio – Firenzuola (Firenze)
310. Guidobono Ferruccio – La Spezia
311. Iacomino Andre, marittimo – Resina (Napoli)
312. Iacomo (Iacono) Raimondo, marittimo – Torre Del Greco, (Napoli)
313. Iannetti Vincenzo, marittimo, già imbarcato sulla “Colombo” - Genova
314. Iannuzzi Francesco – Altomonte (Cosenza)
315. Ignesti Valchiria
316. Incandela Vito – Paceco (Trapani)
317. Incorbai (o Incorvale, o Incorvaia) Carlo, fuochista Regia Marina Massaua - Palermo
318. Influenza (o Inflienza) Carlo –Airola (Benevento)
319. Ingoglia (Incoglia) Domenico – Partanna (Trapani)
320. Izzo Nicola – Rocchetta (Napoli)
321. Lamantia Salvatore - Caltanissetta
322. Lantrua Domenico – Arma di Taggia (Imperia)
323. La Padula Domenico - Rionero al Vulture (Potenza)
324. La Piana Pasquale – Reggio Calabria
325. Laterza (o La Terza) Armando – Alezio (Lecce)
326. Latone Domenico, sottocapo fuochista, militarizzato - Trieste
327. Laurentaci Raffaele – Monteroni (Lecce)
328. Lauriello Giovanni - Udine
329. Lavarda Antonio - Fara Vicentino (VI)
330. Leban (o Levan) Stanislao - Gorizia
331. Leone Gaetano – Mazara del Vallo (Trapani)
332. Leonetti (o Lenoetti) Roberto - Pesaro
333. Letizia Antonio – San Nicola da Crissa (Catanzaro)
334. Librio Natale - Siracusa
335. Licinio Napoleone – Trivigno (Potenza)
336. Licofonte Crispino – La Spezia
337. Lilliu Luigi – Addì Qualà (Eritrea)
338. Limiti (o Limidi) Bruno – Capranica (Roma)
339. Lincesso Antonio - Taranto
340. Linda Massimo – Marittimo - Trieste
341. Lisco Filippo - Bari
342. Liverani (Liberani) Francesco – Modigliana, Forlì
343. Lizza Giovanni – Ufficiale Militarizzato – Bonassola, La Spezia
344. Lo Giudice Calogero – Marittimo – Patti Marina, Messina
345. Loiacono Annunziato – Marittimo, Già Imbarcato Sulla “Colombo” - Genova
346. Lombardi Adolfo – Tortona, Alessandria
347. Lombardo Antonio – Marittimo - Brindisi
348. Lo Monaco Carmelo – Lido, Venezia
349. Lo Moro Francesco – Capistrano, Catanzaro
350. Lo Murno Francesco – Altamura, Bari
351. Longhitano Cirino (Cimino) – San Frantello, Messina
352. Longo Giuseppe – Marittimo, Già Imbarcato Sulla “Mazzini” - Genova
353. Loredan Alfredo – Sottocapo Fuochista Militarizzato - Trieste
354. Lorenzi Guglielmo – Misano Marina, Forlì
355. Lozzi Sante – Catignano, Pescara
356. Luci Armando – Agente Dei Fari Militarizzato Col Grado Di Sottocapo - Roma
357. Lucidi Argentino – Ariccia, Roma
358. Lugli Gaetano - Bologna
359. Maccani (Magani, Macani) Romano – Tres, Trento
360. Macrì Francesco – Marittimo, Già Imbarcato Sulla “Nazario Sauro” - Genova
361. Maggi Fiorenzo – Casei Gerola, Pavia
362. Maggi Francesco – Marittimo – Bressana Bottarona, Pavia
363. Malgnino (Malagnino) Antonio – Sala, Torino
364. Malerba Giorgio – Marittimo, Già Imbarcato Sulla “Mazzini” - Genova
365. Mambrin Ermenegildo - Cap. le, Schio (VI)
366. Mameli Oscar - Sassari
367. Manca Amleto – Carmiano, Lecce
368. Manca Vito – Marittimo - Trapani
369. Mancini Domenico – Valdobbiadene, Treviso
370. Manes Emilio - Roma
371. Mangione Alfonso – Triggiano, Bari
372. Manna Paolo – Marittimo – Torre Del Greco, Napoli
373. Mannella (Manella) Ottavio – Ateleta, L’aquila
374. Manente Umberto - Roma
375. Mapelli Luigi – Colico, Como
376. Marazzo Luigi – Petilia Policastro, Catanzaro
377. Marchese Natale – Marittimo – Milazzo, Messina
378. Marchetti Umberto – Pietrasanta, Lucca
379. Marchetto Giovanni – Barbaria Canavese, Torino
380. Marchino Andrea – Cheren, Eritrea
381. Mariani Pasqualino – Tocco Casauria, Pescara
382. Mariano Giovanni - Firenze
383. Marinaro (Mariano) Ercole - Bari
384. Marino Nicolò (Nicola) – Palazzolo Acreide, Siracusa
385. Mariotti Giovanni - Roma
386. Marizza Antonio – Frisanco, Udine
387. Marsimino Ignazio – Marittimo, Già Imbarcato Sulla “Colombo” - Genova
388. Martello Alfonso – Marittimo – Torre Del Greco, Napoli
389. Martini Ezio – Antona, Massa Apuana, Carrara
390. Mascitti Agildo – Rocca Di Cambio, L’aquila
391. Masia Iafet – Aidomaggiore, Cagliari
392. Masullo Domenico – Sacco, Salerno
393. Matarese Filippo – Casamicciola, Napoli
394. Matteucci Francesco – Modigliana, Forlì
395. Matteotti Virgilio – Bussolengo, Verona
396. Mattozzi Ciriaco – Amatrice, Rieti Oppure Cc.Rr., Ascoli Picene
397. Mauriello Antonio – Andretta, Avellino
398. Mazza Edoardo (Edoardo) - Vercelli
399. Mazzolini Alessandro - Livorno
400. Melchionna Mario – Castel Baronia, Avellino
401. Meligrana Francesco – Marittimo, Già Imbarcato Sulla “Nazario Sauro” - Genova
402. Mendes Giovanni – Marittimo - Trieste
403. Meoni Romeo - Prato
404. Merilli Ugo - Roma
405. Merlini Francesco – Marittimo - Genova
406. Mezzasalma Teodoro – Scicli, Ragusa
407. Miglietta Raffaele – Trepuzzisi, Lecce
408. Migliore Vito – Sala Consilina, Salerno
409. Milanesi Girolamo – San Piero In Bagno, Forlì
410. Milella Onofrio – Marittimo - Trieste
411. Modò (Modo) Martino - Catania
412. Monego Guido - Venezia
413. Montalti (Montaldi) Ettore – Cannoniere Regia Marina Massaua – Corigliano-Rossano, Cosenza
414. Montinari Francesco – Marittimo – Malenduglo, Lecce
415. Moraldo Felice – Marittimo, Già Imbarcato Sulla “Colombo” - Genova
416. Morganti Luigi – Panzano Chianti, Firenze
417. Morielli Giovanni – Marittimo, Già Imbarcato Sulla “Colombo” - Genova
418. Mormile Carlo – Altomonte, Cosenza
419. Moro Rolli – Fiume Verdi, Udine
420. Morrozzi Morozzo - Firenze
421. Motta Alessandro – Impresario Autotrasportatore - Bologna
422. Motta Giuseppe – Impresario Autotrasportatore - Bologna
423. Murrù (Murru) Pasquale – Orosei, Nuoro
424. Musicò (Musico) Antonio – Regia Marina Massaua – S. Alata?
425. Musiello Marcello – # ° Capo Meccanico - Genova
426. Musso Andrea – Marittimo, Ingrassatore, Già Imbarcato Sulla “Mazzini” - Genova
427. Musso Giuseppe – Canicattì, Agrigento
428. Napolitano (Napoli) Luigi (Tano) - Napoli
429. Nardini Attilio – Nocchiere Militarizzato, Già Imbarcato Sulla “Riva Ligure” – Le Grazie, La Spezia
430. Nardini Emilio – Marina, Massa
431. Nardis Domenico – Villa S. Angelo, L’aquila
432. Natale Domenico – Montenero Di Bisaccia, Campobasso
433. Natalucci Italo – Senigallia, Ancona
434. Noè Carmelo - Siracusa
435. Noferini Mino – Nogara, Verona
436. Nostro Antonio – Operaio Marinist Massaua – Reggio Calabria
437. Novello Eugenio – Rossano Calabro, Cosenza
438. Novello Giuseppe – Roggiano Gravina, Cosenza
439. Olcese Attilio – Marittimo, Già Imbarcato Sulla “Colombo” – Apparizione, Genova
440. Oltremonte (Oltremonti) Giovanni - Venezia
441. Oneta Gavino (Osvino) – Paderno Cremonese, Cremona
442. Ortenzio Francesco – Marittimo – Pizzo Calabro, Vibo Valentia
443. Ottavi Vincenzo – Decameré, Eritrea
444. Pace Salvatore - Enna
445. Pagnotta Nello – L’aquila
446. Pagano Gustavo - Napoli
447. Paia (Pala) Valentino – Bultei, Sassari
448. Palazzi Luigi - Pola
449. Pallazzolo Filippo – Balestrate, Palermo
450. Pallella (Palella) Mario - Messina
451. Palmarin Egidio (Eligio) – Cà Emo, Rovigo
452. Palozzi Gioacchino – Otricoli, Terni
453. Palumberi Sebastiano - Palermo
454. Panarari Zenone – Bagnolo In Piano, Reggio Emilia
455. Panizza Antonio – Lierna, Como
456. Pantaleo Renato - Trani
457. Paolini Decimo – Massa E Cozzile, Pistoia
458. Papeschi Ignazio – Vorno, Lucca
459. Parisi Antonio – Taurisano, Lecce
460. Passerello Salvatore – Avola, Salvatore
461. Pasqualino Giovanni – San Giovanni In Fiore, Cosenza
462. Pasquini Antonio – San Giovanni, Cosenza
463. Pasquini Giorgio – Villa Montearioso, Siena
464. Paté (Pate) Carlo – Dalmine, Bergamo
465. Pelli Clemente – Monsone Di Fivizzano Apuana, Massa Carrara
466. Pelloni Natale – Marittimo, Già Imbarcato Sulla “Mazzini” - Genova
467. Pennica Michele – Reggio Calabria
468. Perego Gian Luigi – San Colombano Al Lambro, Milano
469. Perfetto Andrea – Curti, Napoli
470. Perotti Ulisse – Battaglia Terme, Padova
471. Pettazzoni (Petazoni) Alfonso – Castelfranco Emilia, Modena
472. Petri Renzo - Udine
473. Piastra Giovanni - Palermo
474. Piazzano Giovanni – Casale Monferrato, Alessandria
475. Pichierbi (Picchierri) Francesco – Sava, Taranto
476. Pimpinelli Balilla – Ponte Felcino, Perugia
477. Piranio Salvatore – Marittimo, Già Imbarcato Sulla “Colombo” - Agrigento
478. Pisani Angelo – Santa Lucia Battaglia, Verona
479. Pisano Salvatore – Pizzo Calabro, Reggio Calabria
480. Pitella Domenico – Briatico, Catanzaro
481. Pizzino Michele – Amatea, Cosenza
482. Pizzoccaro (Pizzocaro) Antonio – Chioeri, Torino
483. Pizzol Lorenzo – Fregona, Treviso
484. Pizzonia Domenico – Filadelfia, Catnzaro
485. Podda Antonio - Nuoro
486. Polh Giovanni – Marittimo – Monte San Giovanni, Gorizia
487. Pontillo Francesco – Marittimo – Torre del Greco, Napoli
488. Pozzi Cesare - Milano
489. Prandini Azor – Formigine, Modena
490. Prestileo Nicolò – Castell’umberto, Messina
491. Prestipino Antonio - Novara
492. Prevedello Agostino – Cornuda, Treviso
493. Pucci Giovanni – Rocca Priora, Roma
494. Puglisi Salvatore – Riposto, Catania
495. Pullara Pasquale – Marittimo – Giostone?
496. Puntieri Marcello – Olivadi, Catanzaro
497. Quaglia Mario – Cornigliano, Genova
498. Ragni Evaristo – Furlo Pieve, Udine
499. Ragnoni Giuseppe - Frosinone
500. Ragucci (Racucci) Ermanno - Trento
501. Raimondi Francesco – Castiglione D’adda, Milano
502. Ramondetta Angelo – Elettricista - Siracusa
503. Ravazza Vincenzo – Marittimo, Elettricista - Trapani
504. Raza (Razza) Arturo – Marcheno, Brescia
505. Repossi Lino - Pavia
506. Ressia Secondo – Vallata, Vercelli
507. Riccottilli Francesco – Sulmona, L’aquila
508. Rinaldi Sante
509. Rizza Sebastiano - Siracusa
510. Rizzi (Rizza) Ernesto – Treviglio, Bergamo
511. Rizzo Biagio – Marittimo - Messina
512. Rizzo Ugo – Arnesano, Lecce
513. Robertazzi Carmine - Napoli
514. Rocchelli Pietro – Casteggio, Pavia
515. Roccon Mario – Crocetta Del Montello, Treviso
516. Romano Arcangelo - Avellino
517. Rossi Giuseppe – Teano, Napoli
518. Rossi Lorenzo – Querceta, Lucca
519. Rotella Mario – Cimigliano, Catanzaro
520. Ruello Giovanni – Marittimo – Ganzirri, Messina
521. Ruggerini (Ruggierini) Ciro – Rubiera, Reggio Emilia
522. Ruggeri Giulio – Bagnolo Mella, Brescia
523. Runfola Calogero
524. Russo Francesco – Boscotrecase, Napoli
525. Sabato Beniamino – Tessano Castello, Cosenza
526. Sabin Pietro – Fiesso Umbertiano, Rovigo
527. Saccani Adolfo - Roma
528. Sacchi Gian Carlo - Alessandria
529. Sacco Saverio – Carpanzano, Cosenza
530. Sacconi Umberto - Roma
531. Sala Ugo - Cagliari
532. Salamini Guido (Gino) – Grotte Santo Stefano, Viterbo
533. Salerno Michelangelo – Grotteria, Reggio Calabria
534. Salerno Sebastiano – Noto, Siracusa
535. Salvago Renato – Marittimo - Messina
536. Salvati Antonio – Marsciano, Perugia
537. Samuelli Andrea - Brescia
538. Sanges Vincenzo
539. Sangiorgi Aldo – Bagnacavallo, Ravenna
540. Sannino Tommaso – Marittimo – Resina, Napoli
541. Santillo Luigi - Benevento
542. Santalucia Carmelo – Furnari, Messian
543. Santoro Gaetano – Scala Ritiro, Messina
544. Santoro Santi – Foldo Galletta, Messina
545. Sanvidotti Giacomo - Milano
546. Saputo Alfonso – Balestrate, Salerno
547. Sarconi (Sarcone) Giovanni – Fogliano, Cosenza
548. Sardo Giovanni – Racalmuto, Agrigento
549. Savini Guerino (Guerrino) – Crognaleto, Teramo
550. Saviotti Francesco – Modigliana, Forlì
551. Scampini Angelo – Momo, Novara
552. Scappatura Salvatore – Cannitello, Reggio Calabria
553. Scaravonati Giuseppe – Gussola, Cremona
554. Scarcella Michele – Paolisi, Benevento
555. Scardovelli Otello – Stello, Gorizia
556. Scarlata Calogero – Villalba, Caltanissetta
557. Scattareggia Giuseppe – Condrò, Messina
558. Scelza (Scalza) Antonio (Alfonso) – Pontecagnano, Salerno
559. Schiano Giovanni – San Giovanni Teduccio, Napoli
560. Schiarini Costantino - Roma
561. Schirò (Schiro) Calogero
562. Sciacca Paolo – Nardò, Lecce
563. Sciomer Michele - Roma
564. Scognamilio (Scognamillo) Raffaele – Marittimo, Già Imbarcato Sulla “Colombo” - Genova
565. Scovolo Silvio – Mortara, Vercelli
566. Scrascia Cosimo Giovanni – Galatone, Lecce
567. Sembiante Osvaldo - Roma
568. Semeraro Nicola – San Giorgio Ionico, Taranto
569. Severini Annibale - Genova
570. Sforza Armando – Maddaloni, Napoli
571. Sguerzi Mattia – Castelnuovo, Udine
572. Sica Rocco – Baronissi, Salerno
573. Silveri Ettore – Torricella Peligna, Chieti
574. Silvestri Armando - Roma
575. Silvestri Raffaele - Napoli
576. Silvestro Pasquale - Napoli
577. Sodano Antonio - Agrigento
578. Sogliaghi Livio – Operaio Militarizzato Marò – Alessandria - Cairo, Egitto
579. Solaroli Eteocle – La Spezia
580. Sorbara Aldo – Bovalino Marina. Reggio Calabria
581. Sordelli Nello - Roma
582. Sozzini Bruno
583. Spada (Speda) Gerardo – Novoli, Lecce
584. Spadafora Nicola – Rogliano, Cosenza
585. Spadaro Domenico – Santa Teresa Di Riva, Messina (*)
586. Spagnuolo (Spaguolo) Francesco – Lauria, Potenza
587. Spalata (Spalatra) Romolo – Marittimo, Già Imbarcato Sulla “Colombo” – Cornigliano Ligure, Genova
588. Spampinato Carmelo - Catania
589. Spanù (Spanu) Agostino – La Maddalena, Sassari
590. Spedicato Pietro – Lizzanello, Lecce
591. Staltari (Steltari) Domenico – Sottocapo Cannoniere – Cannitello, Reggio Calabria
592. Stellato Guido
593. Subriano Gaetano - Genova
594. Sulis Giuseppe Luigi – Muravera, Cagliari
595. Surletti Giuseppe – San Roberto, Reggio Calabria
596. Susco Francesco – Mola, Bari
597. Tacchi Giuseppe – Lonate Pozzolo, Varese
598. Tamara (Tammarò, Tommaro) Carlo – Raiano, L’aquila
599. Tanchis (Tanca) Pietro – San Nicola, Sassari
600. Taraborelli Filippo – Vacri, Chieti
601. Tarsia Alberto – Nadro Di Ceto, Brescia
602. Tassara Vincenzo – Marittimo, Già Imbarcato Sulla “Colombo” – Nervi, Genova
603. Tassi Gualtiero - Roma
604. Tavian Giovanni – Castelbaldo, Padova
605. Tazzara Guido – Mel, Belluno
606. Temolo Stefano – Civile, orologiaio - Arzignano (VI)
607. Teramo Ivan - Teramo
608. Terranova Corrado – Noto, Siracusa
609. Terranova Giuseppe – Modica Alta, Ragusa
610. Tessore Giuseppe – Soldato – Magliano Alfieri, Cuneo
611. Timo Luigi Alfredo – Tortona, Alessandria
612. Tinti Mario – Melara, Rovigo
613. Tiozzo Giovanni – San Martino Di Venezze, Rovigo
614. Tiriolo Renato - Roma
615. Tomasetta Antonio - Napoli
616. Tommasi Gaetano – Peri, Verona
617. Tornatore Gennaro – Cannoniere O – Ponticelli, Napoli
618. Totero Arturo - Lecce
619. Tratter Marco - Bolzano
620. Trebbi (Trebi) Bruno - Gorizia
621. Trevisan Giuseppe - Padova
622. Troia Giovanni – Serravalle, Asti
623. Tronconi Aurelio - Pavia
624. Trovarelli Quinto – San Severino Marche, Macerata
625. Ungaro Quinzio (Quinto) – Squinzano, Lecce
626. Vaccario (Vaccaro) Giuseppe – Sottocapo – Valenza, Alessandria
627. Vacchel Attilio – Civile, telefonista. Cornedo Vicentino (VI)
628. Valente Pasquale – Pago, Avellino
629. Vallin Vergilio – Rosario, Rivigo
630. Varigi Guido
631. Vassalle (Vassale) Giuseppe – Marittimo – Lerici, La Spezia
632. Vecchi Ettore – Alfonsine, Ravenna
633. Veggetti Mario – Pignolo P O V Roma
634. Vender Battista - Lovere, Bergamo
635. Ventimiglia Armando – 2 ° Capo Meccanico - Napoli
636. Verdiani Antifore - Roma
637. Verdiani Arnaldo – Fuida?
638. Vespia Felice – Reggio Calabria
639. Vespro Antonio - Brindisi
640. Vicari Francesco - Enna
641. Vietri Mario – Maggiore Militarizzato - Roma
642. Viganò Carlo – Villafranca, Verona
643. Vitale Pasquale - Napoli
644. Vitaterna (Vitarerna) Domenico – Castro Dei Volsci, Frosinone
645. Vallomino (Volonnino) Saverio – Barile, Potenza
646. Volterrani Ulderico – Massa Marittima, Grosseto
647. Zaban Marco - Trieste
648. Zaffino Vincenzo – Serra San Bruno, Catanzaro
649. Zanolli (Zannoli) Paolo – Forlì
650. Zarbo Angelo – S. Mors. Incadina?
651. Zizzo Francesco – Marittimo – Avenella, Palermo
652. Zonza Adolfo – Cadimare, La Spezia

- Passeggeri Italiani Probabilmente Deceduti Nel Naufragio[3]:

1. Bellosti Gino - anni # #
2. Brianda Salvatore
3. Cicelo Mattia
4. De Vescovi Paolo
5. Delle Coste, Aldo - anni 22
6. Di Meo, Carmelo - anni 34
7. D'onofrio, Tommaso
8. Forabosco, Franco
9. Kovacs, Francesco
10. Lo Monaco, Saverio
11. Lombardi, Giuseppe - anni 47
12. Manes, Emilio
13. Menardi, Angelo - anni 60
14. Mercuri, Francesco - anni 53
15. Oneta, Osvino
16. Triolo, Renato
17. Zorzut, Antonio
18. Zucchella, Enrico
19. Zudich, Marino